# Guadalupe-Seebär
Der Guadalupe-Seebär (Arctocephalus townsendi) ist die seltenste Art der Südlichen Seebären.

## Merkmale
Männchen erreichen eine Länge von 2 m, Weibchen werden 1,4 m lang. Das Gewicht liegt bei 140 bzw. 50 kg. Im Aussehen gleichen diese Seebären den anderen Vertretern ihrer Gattung.

## Verbreitung

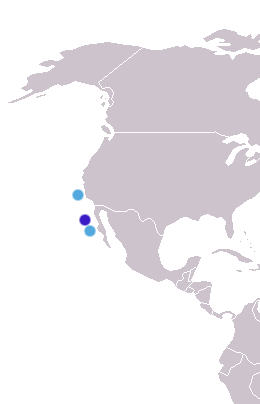
Verbreitung.
Dunkelblau: ständige Kolonie auf Guadalupe
Hellblau: wandernde Individuen auf den Kanalinseln und auf Cedros

Die größten Kolonien dieser Robbe befinden sich auf der zu Mexiko gehörenden Insel Guadalupe (vor Niederkalifornien). Man geht davon aus, dass es früher Kolonien dieser Art auf zahlreichen Inseln vor der Westküste Nordamerikas gegeben hat. Seit 1995 findet eine allmähliche Ausbreitung auf andere Inseln statt. So gibt es eine kleine, wachsende Kolonie auf den San-Benito-Inseln, die dichter an der Küste Niederkaliforniens liegen. 1997 fand auch eine Jungenaufzucht auf der zu den Kanalinseln gehörenden Insel San Miguel statt. Außerhalb der Fortpflanzungszeit findet man Guadalupe-Seebären selbst auf den kalifornischen Channel Islands, wo sie sich unter die Nördlichen Seebären mischen.

## Systematik
Der Guadalupe-Seebär wird als eigenständige Art innerhalb der Gattung Arctocephalus eingeordnet. Die wissenschaftliche Erstbeschreibung stammt von dem amerikanischen Naturforscher Clinton Hart Merriam aus dem Jahr 1897, der sie von der „Insel Guadalupe vor der Halbinsel Niederkalifornien, gesammelt von einem Strand an der Westküste der Insel“ beschrieb.
Innerhalb der Gattung wird der Guadalupe-Seebär als Schwesterart des Juan-Fernández-Seebär (A. philippii) betrachtet, mit dem er teilweise auch zu einer einzelnen Art mit zwei Unterarten zusammengeführt wurde. Diese beiden Arten stammen entsprechend von einer gemeinsamen Stammart ab und haben sich wahrscheinlich vor etwa 300.000 Jahren getrennt. Sie werden einem Taxon aus Antarktischem Seebär (A. gazella), Neuseeländischem Seebär (A. forsteri), Südamerikanischem Seebär (A. australis) und Galápagos-Seebär (A. galapagoensis) gegenübergestellt. Als ursprünglichste Arten der Gattung werden der Südafrikanische Seebär (A. pusillus) und der Subantarktische Seebär (A. tropicalis) betrachtet.
Teilweise wird die Monophylie der Südlichen Seebären in Zweifel gezogen und man geht von einem gemeinsamen Ursprung der auf der südlichen Hemisphäre verbreiteten Ohrenrobben aus. In dem Fall werden auch der Australische Seelöwe (Neophoca cinerea) und der Neuseeländische Seelöwe (Phocarctos hookeri) in diese Gruppe. Der Südafrikanische und der Subantarktische Seebär wären an dieser Stelle Schwestergruppe eines gemeinsamen Taxons aus den beiden Seelöwenarten und den restlichen Seebären, für die zur Abgrenzung ein neuer Gattungsname „Arctophoca“ vorgeschlagen wurde.
Innerhalb der Art werden keine Unterarten unterschieden.

## Bestandsentwicklung, Gefährdung und Schutz
Der Guadalupe-Seebär wird in der Roten Liste gefährdeter Arten der Weltnaturschutzunion IUCN als nicht gefährdet (Least Concern) gelistet. Über das Washingtoner Artenschutzabkommen CITES wird der Handel mit dieser Art gemäß Appendix I als unmittelbar bedrohte Art verboten. Die  Europäische Union stellt den Guadalupe-Seebär mit der EU-Artenschutzverordnung 338/97 Anhang A zu den weltweit durch den Handel überlebensgefährdeten Arten. Sie übernimmt die Diktion der CITES und belegt die Art mit einem Handelsverbot. Darüber hinaus nimmt diese Verordnung der EU unmittelbaren Einfluss auf alle EU-Mitgliedsstaaten. Die Bundesrepublik Deutschland weist im Bundesnaturschutzgesetz den Guadalupe-Seebär als streng geschützt aus.
Die Seebären-Kolonie auf Guadalupe bestand ursprünglich aus über 100.000 Robben. Im 19. Jahrhundert wurden die Seebären massenhaft wegen ihrer Felle getötet, und nachdem man 1894 die letzten Robben getötet hatte, erklärte man die Art für ausgerottet. Heute wird angenommen, dass in den folgenden Jahren Seebären unbemerkt in den Höhlen entlang der Küste überlebten. Jedenfalls wurden 1928 wieder zwei Seebären von Fischern gefangen und dem Zoo von San Diego übergeben. Danach dauerte es bis zum Jahr 1949, bis man wieder einen frei lebenden Seebären fand, und ab 1954 gab es wieder eine Kolonie auf Guadalupe. Der Guadalupe-Seebär ist heute durch mexikanische Gesetze streng geschützt, und die Insel Guadalupe ist ein Robbenschutzgebiet. So konnte die Kolonie wieder auf etwa 10.000 fortpflanzungsfähige Seebären anwachsen.

## Belege
1. ↑  
Arctocephalus townsendi. In: Don E. Wilson, DeeAnn M. Reeder (Hrsg.): Mammal Species of the World. A taxonomic and geographic Reference. 2 Bände. 3. Auflage. Johns Hopkins University Press, Baltimore MD 2005, ISBN 0-8018-8221-4.
2. 1 2 3 4  „Guadalupe Fur Seal“ In: M.A. Webber: Family Otariidae. In: Don E. Wilson, Russell A. Mittermeier: Handbook of the Mammals of the World. 4. Sea Mammals. Lynx Edicions, Barcelona 2014; S. 91–92. ISBN 978-84-96553-93-4.
3. 1 2  Annalisa Berta, Morgan Churchill: Pinniped Taxonomy: evidence for species and subspecies. Mammal Review. 42 (3): 207–234. September 2011, doi:10.1111/j.1365-2907.2011.00193.x
4. 1 2  Fernando Lopes,  Larissa R Oliveira,  Amanda Kessler,  Yago Beux,  Enrique Crespo, Susana Cárdenas-Alayza,  Patricia Majluf,  Maritza Sepúlveda, Robert L Brownell, Jr.,  Valentina Franco-Trecu,  Diego Páez-Rosas,  Jaime Chaves, Carolina Loch,  Bruce C Robertson,  Karina Acevedo-Whitehouse, Fernando R Elorriaga-Verplancken,  Stephen P Kirkman,  Claire R Peart, Jochen B W Wolf,  Sandro L Bonatto: Phylogenomic Discordance in the Eared Seals is best explained by Incomplete Lineage Sorting following Explosive Radiation in the Southern Hemisphere. Systematic Biology 70 (4), Juli 2021; S. 786–802. doi:10.1093/sysbio/syaa099.
5. ↑  Takahiro Yonezawa, Naoki Kohno & Masami Hasegawa: The monophyletic origin of sea lions and fur seals (Carnivora; Otariidae) in the Southern Hemisphere. Gene 441 (1–2), 2009: 89–99. doi:10.1016/j.gene.2009.01.022Researchgate.net Volltext
6. ↑  „Systematics“ In: M.A. Webber: Family Otariidae. In: Don E. Wilson, Russell A. Mittermeier: Handbook of the Mammals of the World. 4. Sea Mammals. Lynx Edicions, Barcelona 2014; S. 34–36. ISBN 978-84-96553-93-4.
7. ↑  Arctocephalus townsendi in der Roten Liste gefährdeter Arten der IUCN 2022. Eingestellt von: D. Aurioles-Gamboa, 2015. Abgerufen am 19. Januar 2023.
8. ↑  The CITES Appendices. Abgerufen am 8. Januar 2010 (englisch, Die Appendixe des Washingtoner Artenschutzabkommens CITES).